# 石原康司
石原 康司（いしはら こうじ）は、兵庫県神戸市出身の高校野球指導者、教員。高校野球の強豪、神戸弘陵学園高等学校硬式野球部の監督。
史上初めて甲子園で男女の高校チームを指揮。

## 経歴
兵庫県立神戸甲北高等学校から大阪体育大学に進み、1984年に神戸弘陵高に赴任。男子の野球部コーチを務めた後に、93年から監督に就任。コーチとして3回（夏1回、春2回）、監督としては春2度の甲子園大会出場を果たし、1994年には8強に導いた。
2014年、神戸弘陵学園高等学校が男子校から男女共学となり、創部された女子硬式野球部の監督に就き、2016年夏の選手権大会で初優勝。春の選抜大会も18、19年、23年に優勝へと導いた。特に2022年の秋のユース大会から翌23年の春夏の全国大会で優勝し、女子高校硬式野球史上初の「年間三冠」を達成した。
女子野球部監督に就任当初は男子と同じように厳しく負担の大きなトレーニングや練習を指導していたが、その後故障者が急増したため、専門トレーナーとコンディショニングなどのケアを行うようにした。